# Хмельницький університет управління та права
Хмельницький університет управління та права імені Леоніда Юзькова (повна назва — Хмельницький університет управління та права імені Леоніда Юзькова, скорочена —  ХУУП імені Леоніда Юзькова) — вищий державний навчальний заклад, який створено постановою Кабінету Міністрів України № 606 від 4 серпня 1995 року. Заснований у 1992 році.
Хмельницький університет управління та права імені Леоніда Юзькова розташований у середмісті за адресою:
вул. Героїв Майдану, буд. 8, м. Хмельницький-29000 (Україна).
Підготовка фахівців ведеться на юридичному факультеті, факультеті управління та економіки, факультеті публічного управління та на заочному факультеті.
Університет здійснює ступеневу підготовку фахівців освітньо-кваліфікаційних рівнів «Бакалавр» за спеціальностями «Право», « Міжнародне право», «Соціальне забезпечення», «Менеджмент», «Публічне управління та адміністрування», «Фінанси, банківська справа та страхування», «Туризм», «Філологія» та «Магістр» за спеціальностями — «Право», «Публічне управління та адміністрування», «Менеджмент», «Фінанси, банківська справа та страхування» «Правоохоронна діяльність».
В університеті діє аспірантура.
Студенти університету мають змогу проходити навчання за програмою підготовки офіцерів запасу Збройних Сил України на військовій кафедрі при Національній академії Державної прикордонної служби ім. Б. Хмельницького.
Професорсько-викладацький склад становить 130 викладачів, з них 14 докторів наук, професорів, 58 кандидатів наук, доцентів.
Терміни навчання: денна форма 4-5 років, заочна 5 років 6 місяців (післядипломна освіта 3 роки 6 місяців) у магістратурі 1 рік. Відмінники навчання отримують стипендію імені Першого Голови Конституційного суду України Л. П. Юзькова, комерційних банків Хмельниччини, фонду «Закон та Справедливість», сироти — стипендії фонду Конрада Янке.
Університетом підписані угоди про міжнародне співробітництво з науковими центрами Польщі та Німеччини. Структурним підрозділом університету на правах факультету є Центр підвищення кваліфікації державних службовців. Відкрито Подільську лабораторію з проблем адаптації цивільного законодавства до стандартів Євросоюзу.
В університеті активно підтримується КВН-івський рух, працюють спортивні секції. Футбольна команда університету — фіналіст Кубка Президента України, чемпіон та володар Кубка міста Хмельницького. Баскетбольна команда — чемпіон міста Хмельницького 2006 року.
Кафедру менеджменту, фінансів, банківської справи та страхування з 2001 року очолює Синчак Віктор Петрович.
2 березня 2021 року відбулися вибори на посаду ректора, і Хмельницький університет управління та права ім. Леоніда Юзькова очолив професор і доктор юридичних наук Олег Омельчук.

## Стратегія
Місія ХУУП імені Леоніда Юзькова полягає у створенні умов для розкриття потенціалу кожної особистості, яка працює та/або навчається в університеті, через вільний творчий освітньо-науковий процес відповідно до особистих та суспільних інтересів і потреб, зумовлених розвитком Української держави, а також глобальними процесами розвитку людської цивілізації.

### Бачення ХУУП імені Леоніда Юзькова — 2025
- цілісний дієздатний суб’єкт освітньої діяльності, спроможний виконувати освітньо-наукові завдання найскладнішого рівня;
- статусний і конкурентоспроможний освітній, науковий та соціальний заклад вищої освіти;
- надійний та соціально відповідальний партнер для громадських і владних інститутів, міжнародної та вітчизняної бізнес-спільноти;
- університетська спільнота з власним корпоративним духом;
- світоглядний простір, що надає можливості жити, працювати, навчатися, гармонійно розвиватися за принципами академічної свободи і доброчесності, професійної гідності і патріотизму;
- сучасна інформаційна інфраструктура всіх сфер діяльності;
- стійкий фінансово-економічний стан на основі диверсифікації фінансової бази, а також раціонального та економного її витрачання.

## Факультети
- Факультет управління та економіки

- Юридичний факультет
- Факультет Публічного управління

## Кафедри
- Кафедра теорії та історії держави і права[5]
- Кафедра конституційного, адміністративного та фінансового права[6]
- Кафедра цивільного права та процесу[7]
- Кафедра міжнародного та європейського права[8]
- Кафедра трудового, земельного та господарського права
- Кафедра кримінального права та процесу
- Кафедра публічного управління та адміністрування
- Кафедра менеджменту, фінансів банківської справи та страхування
- Кафедра математики, статистики та інформаційних технологій
- Кафедра мовознавства
- Кафедра філософії, соціально-гуманітарних дисциплін та фізичного виховання